# Minster, Ohio
Minster là một làng thuộc quận Auglaize, tiểu bang Ohio, Hoa Kỳ. Năm 2010, dân số của làng này là 2805 người.

## Dân số
- Dân số năm 2000: 2794 người.
- Dân số năm 2010: 2805 người.